# Lupara (Molise)
Lupara ist eine italienische Gemeinde (comune) in der Region Molise und der Provinz Campobasso. Die Gemeinde liegt in den Apenninen etwa 23 Kilometer nordnordöstlich von Campobasso und hat 400 Einwohner (Stand 31. Dezember 2023). Der Biferno bildet die südöstliche Grenze der Gemeinde. Nach einem Erdbeben 2002 war die Gemeinde wieder aufgebaut worden.

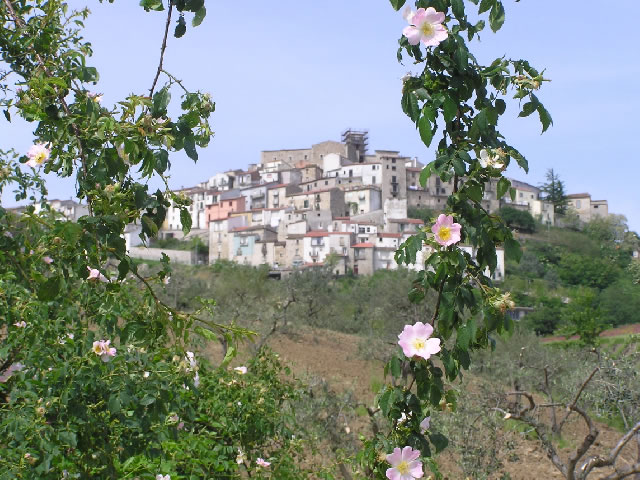
Panorama von Lupara